# Tsavoløve
Tsavoløven (latin: Panthera leo nubica) er den eneste underart af løven, hvor hanløven ikke har en manke. Den lever ved Tsavofloden i Tsavo nationalpark i Kenya. I slutningen af 1800-tallet blev to Tsavoløver, på engelsk kendt som "The Tsavo Man-eaters" (Tsavomenneskeæderne), berygtet for flere fatale angreb på jernbanearbejdere i Kenya.
| Dyr | Spire Denne artikel om dyr er en spire som bør udbygges. Du er velkommen til at hjælpe Wikipedia ved at udvide den. |